# Aina
Aina was een Duitse progressieve metalband, geproduceerd door Sascha Paeth met een aantal gastoptredens waaronder Glenn Hughes, Michael Kiske en Candice Night. Het resulteerde in de metalopera Days of Rising Doom, die in 2003 werd uitgebracht door Transmission/The End Records. Het concept is gemaakt door Amanda Somerville, die ook de teksten heeft geschreven. De muziek is gecomponeerd door Robert Hunecke-Rizzo. Tien jaar na de publicatie gaf Paeth aan dat er geen plannen waren om het project opnieuw te bezoeken.

## Bezetting
- Sascha Paeth (Heavens Gate, Luca Turilli, Rhapsody of Fire, Kamelot) - producent & gitarist
- Amanda Somerville (HDK, Epica, Kamelot)- verhaal, tekst en zang: Maiden Voice en Oriana's Conscience
- Robert Hunecke-Rizzo (Heavens Gate, Luca Turilli, Rhapsody of Fire, Kamelot) - drummer & bassist
- Michael Rodenberg[4] (Heavens Gate, Luca Turilli, Rhapsody of Fire, Kamelot) - arrangeur & toetsenist

## Verhaal
Het album vertelt het verhaal van het fictieve land Aina, geregeerd door koning Taetius. Het begint met een waarschuwing van The Prophets aan koning Taetius (Damian Wilson). Het verhaal gaat over een liefdesdriehoek tussen Oria Allyahan (Candice Night) en de twee zonen van koning Taetius: Talon (Glenn Hughes) en Torek (Thomas Rettke). Na de dood van Taetius wordt Torek de koning van Aina. Hij ontvlucht echter het koninkrijk in woede en vernedering wanneer Talon degene is die dame Oria's hand in het huwelijk wint.
Torek raakt bevriend met een gruwelijk ras dat bekend staat als de Krakhon, voor wie hij een mix wordt van koning en godheid. Hij neemt ook de naam van hun godheid Sorvahr aan. Snel verzamelt Sorvahr het leger van Krakhon en leidt hen in een oorlog tegen de hele wereld. Uiteindelijk belegert hij en neemt hij Aina over, waarbij hij zijn broer Talon en de vrouw Oria en dochter Oriana van Talon verjaagt. In een poging zijn koninkrijk te behouden, stuurt Talon Oriana weg van hem waar ze veilig kan zijn. Ondertussen verkracht Sorvahr Oria, die uiteindelijk Syrius baart.
Onwetend van hun relatie tot elkaar (als halfbroers en zussen en als vijanden) ontmoeten Oriana en Syrius elkaar en worden ze verliefd. Wanneer het paar volwassen wordt, keert Talon terug naar het koninkrijk met een nieuw leger om de troon van Aina te heroveren. Talon neemt Oriana mee om het leger te helpen leiden; aan de andere kant neemt Sorvahr Syrius mee om het tegengestelde leger te leiden. Terwijl Oriana en Syrius elkaar ontmoeten in de strijd, verklaren ze een voorlopige vrede op het slagveld. De vrede wordt verbrijzeld wanneer Sorvahr, walgend van zijn zoon voor het sluiten van vrede in plaats van oorlog, Syrius doodt. Geschrokken en woedend neemt Oriana het gevecht terug naar Sorvahr en verslaat hem op het slagveld; ze neemt dan de troon van het nieuw herstelde koninkrijk van Aina.

## Discografie
Tracklijst

### Disc 1: Days of Rising Doom
1. Aina Overture - 2:01
2. Revelations - 5:29
3. Silver Maiden - 5:00 zanger: Michael Kiske
4. Flight of Torek - 5:21 zanger: Tobias Sammet
5. Naschtok Is Born - 4:39
6. The Beast Within - 3:17
7. The Siege Of Aina - 6:50
8. Talon's Last Hope - 6:10
9. Rape of Oria - 3:05
10. Son of Sorvahr - 2:58
11. Serendipity - 4:04 zanger: Michael Kiske
12. Lalae Amer - 4:13
13. Rebellion - 4:01 zanger: Glenn Hughes
14. Oriana's Wrath - 6:13
15. Restoration - 4:55

### Disc 2: The Story of Aina
1. The Story Of Aina - (instrumentaal) - 15:08
2. The Beast Within - (singleversie) - 3:43
3. Ve Toura Sol-Rape Of Oria - (Ainaeversie) - 3:05
4. Flight Of Torek - (singleversie) - 3:33
5. Silver Maiden - (alternatieve versie) - 4:59
6. Talon's Last Hope - (demo) - 5:46
7. The Siege Of Aina - (singleversie) - 3:55
8. The Story Of Aina - 15:08
9. Oriana's Wrath - (alternatieve versie) (Japanse bonustrack) - 6:11

## Artiesten
Zangers
- Glenn Hughes (Deep Purple, Black Sabbath) - Talon
- Michael Kiske (voorheen Helloween, Unisonic) - Narrator
- André Matos (voorheen Shaaman, voorheen Angra, voorheen Symfonia) - Tyran
- Candice Night (Blackmore's Night) - Oria
- Sass Jordan - Oriana
- Tobias Sammet (Edguy, Avantasia) - Narrator
- Marco Hietala (Nightwish, Tarot) - Syrius
- Sebastian Thomson - The Storyteller
- Damian Wilson (Ayreon, Star One, Landmarq, Threshold) - King Taetius
- Thomas Rettke (Heavens Gate) - Torek (Sorvahr)
- Olaf Hayer (Luca Turilli) - Baktúk
- Cinzia Rizzo (Luca Turilli, Rhapsody of Fire, Kamelot) - Opera Voice and Background Vocals
- Rannveig Sif Sigurdardottir (Luca Turilli) - Opera Voice
- Simone Simons (Epica) - Mezzo-Soprano Voice
- Oliver Hartmann (voorheen At Vance) en Herbie Langhans (Luca Turilli, Seventh Avenue) - The Prophets
- Ook te zien The Trinity School Boys Choir als de Angelic Ainae Choir

Muzikanten
- Olaf Reitmeier (Virgo) - akoestische gitaar bij Revelations en Serendipity
- Derek Sherinian (voorheen Dream Theater) - keyboardsolo bij The Siege of Aina
- Jens Johansson (Stratovarius, Yngwie Malmsteen, Majestic, Dio) - keyboardsolo bij Revelations
- T.M. Stevens (Steve Vai, Tina Turner) - bas bij Son of Sorvahr
- Axel Naschke (Gamma Ray) - orgel bij Son of Sorvahr
- Erno 'Emppu' Vuorinen (Nightwish, Altaria) - gitaarsolo bij Rebellion
- Thomas Youngblood (Kamelot, Ian Parry) - gitaarsolo bij Lalae Amêr
- Erik Norlander (Ayreon, Ambeon) - keyboardsolo bij Rebellion